# Rosa Ensemble
Het Rosa Ensemble is een Nederlands muziekensemble uit Utrecht, opgericht in 1997. Het ensemble maakt muziektheater in diverse genres. 

## Algemeen
Het Rosa Ensemble werd opgericht in 1997 door een groep musici van het Utrechts Conservatorium, onder wie de toenmalig artistiek leider Daniel Cross. De naam van het ensemble verwijst naar de Braziliaanse auteur João Guimarães Rosa, wier roman Diepe wildernis: de wegen de inspiratie vormde voor de eerste cd (Diepe Wildernis, 1997).
De bezetting van het ensemble is sinds de oprichting een aantal keren gewijzigd, met Cross als enig vast lid. Muzikaal zoekt het ensemble een middenweg tussen muziek en theater, lichte en serieuze muziek, akoestisch en elektronisch, traditioneel en experimenteel en klassiek en pop. Naast vele optredens en voorstellingen in Nederland, was het Rosa Ensemble onder andere te zien in Brazilië (2006), Canada (2006), Malta (Malta Arts Festival, 2009) en het Verenigd Koninkrijk (Huddersfield Contemporary Music Festival, 2011). Met de voorstelling De Kellner en de Levenden, een samenwerking met cabaretier Jan Jaap van der Wal, werd onder andere opgetreden op A Campingflight to Lowlands Paradise in 2010.
In 2014 werkte Rosa samen met Zwols videocollectief 33 1/3 Collective voor de voorstelling Soselo in Siberia. 33 1/3 maakte een decor waarop beeld werd geprojecteerd, waarin de musici ook figureerden. Soselo was onder andere te zien op het Exit Festival in Créteil (Frankrijk) in 2016 en in 2018 op Utrecht Centraal, het muziekfestival van Culturele Zondag Utrecht. 
Een nieuwe weg werd ingeslagen met de voorstellingenserie De Deense Detective (2017), een zevendelige hoorspelserie in TivoliVredenburg die tevens via podcast te beluisteren was.
Op 29 december 2017 vierde Rosa haar twintigste verjaardag met een feest in Kytopia (het oude Tivoli-pand).
Tijdens dit feest waren voorproefjes te zien van een aantal nieuwe producties: supeRRosa en Waanzee. 

## Onderscheidingen
In 2010 ontving het Rosa Ensemble en toenmalig artistiek leider Daniel Cross de Fentener van Vlissingen Cultuurprijs. De prijs is bedoeld voor een kunstenaar die een meer dan bijzondere bijdrage levert aan het culturele leven in de stad en de provincie Utrecht. In de periode 2009-2012 ontving het ensemble een structurele subsidie van het Fonds Podiumkunsten, over de periode 2013-2016 een positief advies.

In 2018 werd het Rosa Ensemble tijdens de Operadagen Rotterdam onderscheiden met de Operadagen Award, als erkenning voor hun bijzondere bijdrage aan het genre muziektheater en opera.

## Rosa sub Rosa
Van 2004 tot en met 2012 nodigde het ensemble studenten uit om muziek te schrijven en samen in korte tijd een voorstelling te maken. Onder de verzamelnaam Rosa sub Rosa werden op deze manier in de afgelopen jaren negen projecten uitgevoerd, steeds met een andere thematiek. De serie richt zich op muziek en experiment, ontwikkeling en samenwerking.
De meest recente voorstelling in deze serie is Rosa sub Rosa 9: Europe 5.1 (2011), waarin werd samengewerkt met studenten van de Faculteit Kunst, Media & Technologie van de Hogeschool voor de Kunsten Utrecht en componisten van het Conservatorium Maastricht. In voorgaande edities werd onder andere gewerkt met componisten van het Utrechts Conservatorium en het Koninklijk Conservatorium (Den Haag).

## Musici
Rosa Ensemble is als een duiventil; musici vliegen in en uit om mee te werken aan projecten. De laatste jaren keren veel musici met regelmaat terug.
Bezetting voor lopende projecten:
- Floris van Bergeijk
- Peter Jessen
- Florian de Backere
- Petra Ball
- Stephanie Pan
- Esther Mugambi
- Jeroen Kimman
- Jasper Boeke
- Diamanda La Berge Dramm

Oud-musici:
- Daniel Cross
- Wilbert Bulsink
- Laurens de Boer
- Matthijs Berger
- Karen Moll van Charante
- Karlijn Scheepers
- Idske Bakker

## Projecten
- Selling Hoovers in Mojave (2004/2005)
- Vaandragers (2006)
- Continental Drift (2006/2007)
- BigLifeHi (2008)
- Kookpunt - In The Whisk of a Lamb's Tail (2009)
- Anticantate (2009)
- De Kellner en de Levenden (2010)
- Götterfunken (2011)
- Falstaff Rivisto (2011)
- Room Black (2012)
- Landschap der Nederlandse Volksmuziek (deel 2) (2012/2013)
- Rosa Hits Back (2013)
- Soselo in Siberia (2014)
- Peloton (2015)
- Akasha - a brief theatre of everything (2016)
- De Deense Detective (2017)
- Koppie Koppie, Robokoppie! i.s.m. Museum Speelklok (2018)
- Wijksafari AZC (2018)
- DDD_2022 (2019)
- Beefheart (2019)
- Oorspel (2019)
- THE OTHER i.s.m. Opera Spanga (2020)
- Waanzee (2021)
- De Val van Chris Coubergh (2021)

Voor verschillende projecten werd samengewerkt met andere artiesten, waaronder Spinvis (Vaandragers, 2006}, Hans Dagelet & Eric Vloeimans (Selling Hoovers in Mojave, 2004/2005), Jan Jaap van der Wal (De Kellner en de Levenden, 2010), Opera Spanga (Falstaff Rivisto, 2011) en Eefje de Visser (Rosa Hits Back, 2013; Soselo in Siberia, 2014).
Rosa ging een samenwerking aan met Theater Utrecht voor de twee theaterproducties Crave (2015) en La Musica 2 (2016). Voor deze producties schreef Wilbert Bulsink de muziek, die on stage uitgevoerd werd door het Rosa Ensemble.
Sinds 2014 werkt Rosa mee aan de MuziekRoute, een samenwerkingsverband tussen het Utrechts Centrum voor de Kunst, de Brede School Utrecht en Rosa. In de Utrechtse wijk Overvecht krijgen alle leerlingen van de basisscholen tijdens schooltijd muziekles van vakdocenten. Ze zingen én spelen op muziekinstrumenten. Drie keer per jaar geven de leerlingen een concert Rosa begeleidt de kinderen bij het componeren van eigen muziek en is tevens de begeleidingsband bij de eindpresentaties.

## Discografie
Het ensemble bracht sinds haar oprichting diverse albums uit. 
1. Diepe Wildernis (1999) – Een registratie van de eerste voorstelling van het Rosa Ensemble. Geïnspireerd op het boek Diepe wildernis: de wegen (Portugees: Grande Sertão: Veredas) van de Braziliaanse auteur João Guimarães Rosa. August Willemsen, die het boek naar het Nederlands vertaalde, treedt op als verteller.
2. Troubling For Sugar (2001) – Dit album bevat vijf hedendaagse kamermuziek composities van Nederlandse componisten, waarvan er drie speciaal voor het ensemble werden geschreven.
3. Selling Hoovers in Mojave (2005) – Een eerbetoon aan Captain Beefheart, waarbij de oorspronkelijke Engelse teksten zijn vertaald naar het Nederlands en acteur en trompettist Hans Dagelet de vocalen waarnam.
4. The Blind Spot (2006) – Op dit album werd muziek afkomstig uit verschillende voorgaande projecten (Plato Tectonics, Midden op de Weg en Music for Supermarkets) opnieuw ingespeeld en geremixt tot nieuwe cd.
5. Diepe Wildernis Aniversie (2007) – Ter gelegenheid van het tienjarig jubileum van het ensemble in 2007, werd Diepe Wildernis in een uitgebreide versie opnieuw uitgegeven.
6. No Ark Dead Eel (2010) – Experimentele popmuziek. Verscheen bij platenmaatschappij Dying Giraffe Recordings.
7. Anticantate (2013) – Voor de viering van het vijftienjarig jubileum werd een registratie van het project uit 2008 op cd uitgegeven.
8. Shortbread & Outcakes (2013) – Een album met de bekendste nummers uit oude projecten, plus een aantal eerder afgekeurde en zeldzame opnamen.
9. Effata (2018) - Een verzameling songs uit de producties Soselo in Siberia, Room Black, De Deense Detective en nieuw werk
10. Akasha (2020) - Een opera-achtige vertelling over het leven, vanaf de geboorte tot aan de dood, gebaseerd op het werk van de Hongaarse visionair Ervin László
11. Waanzee (2021) - Een door Ko van den Bosch geschreven rockspektakel.

## Trivia
- Het Rosa Ensemble zit tegenwoordig in de voormalige Stefanuskerk aan de Sao Paulodreef 1 / Braziliëdreef 40 te Utrecht.